# VII Congresso del Partito del Lavoro di Corea
Il VII Congresso del Partito del Lavoro di Corea si è tenuto nella Casa della Cultura del 25 aprile a Pyongyang, capitale della Corea del Nord, dal 6 al 9 maggio 2016, a 36 anni dal VI Congresso, sebbene 
le regole del partito prevedano che si debba tenere un congresso ogni quattro anni. Il Congresso è l'organo più alto del partito, e un tempo si teneva ogni quattro anni. Sono stati eletti 3.467 delegati per rappresentare gli iscritti al partito. Il Congresso ha visto l'elezione di  Kim Jong-un come Presidente del Partito del Lavoro di Corea, carica che ha sostituito quella di Segretario Generale.

## Contesto
Il Settimo Congresso del Partito del Lavoro di Corea è stato il primo congresso dopo 36 anni, anche se la Costituzione del Partito del Lavoro di Corea prevede che si debba tenere un congresso ogni quattro anni.
L'intento del Congresso è stato quello di rivedere il lavoro del partito dal Sesto Congresso in poi, ma anche di restituire fiducia e credibilità alla leadership del Paese.
Il 30 ottobre 2015, la Korean Central News Agency (KCNA) riportò che il Comitato Politico del Comitato Centrale del Partito del Lavoro di Corea aveva annunciato la decisione di organizzare un Congresso nel maggio 2016, affermando: 
(2016), riflettendo la domanda del partito e la rivoluzione che si sta sviluppando che testimonia cambiamenti epocali nel portare a termine la causa rivoluzionaria del Juche, la causa di costruire una nazione socialista competitiva»

## Preparazioni
Il 17 febbraio 2016 sono stati emessi dalla Commissione Militare Centrale del Partito del Lavoro di Corea e dal Comitato Centrale del Partito del Lavoro di Corea i motti comuni, pubblicati dal Rodong Sinmun, il giornale ufficiale del Partito del Lavoro di Corea, e dalla KCNA.
Il Congresso è stato preceduto da una "battaglia di 70 giorni, una campagna di mobilitazione di massa". Human Rights Watch afferma che la campagna ha significato lavori forzati e non retribuiti nel Paese, compreso il lavoro minorile, e che l'oggetto della campagna sarebbe stato di aumentare la produzione manifatturiera e agricola e dimostrare lealtà. Tuttavia, non sono state fornite prove a sostegno di questa tesi, che si basa piuttosto su semplici deduzioni. Durante il Congresso, è stato annunciato un periodo di vacanza di cinque giorni.

## Congresso

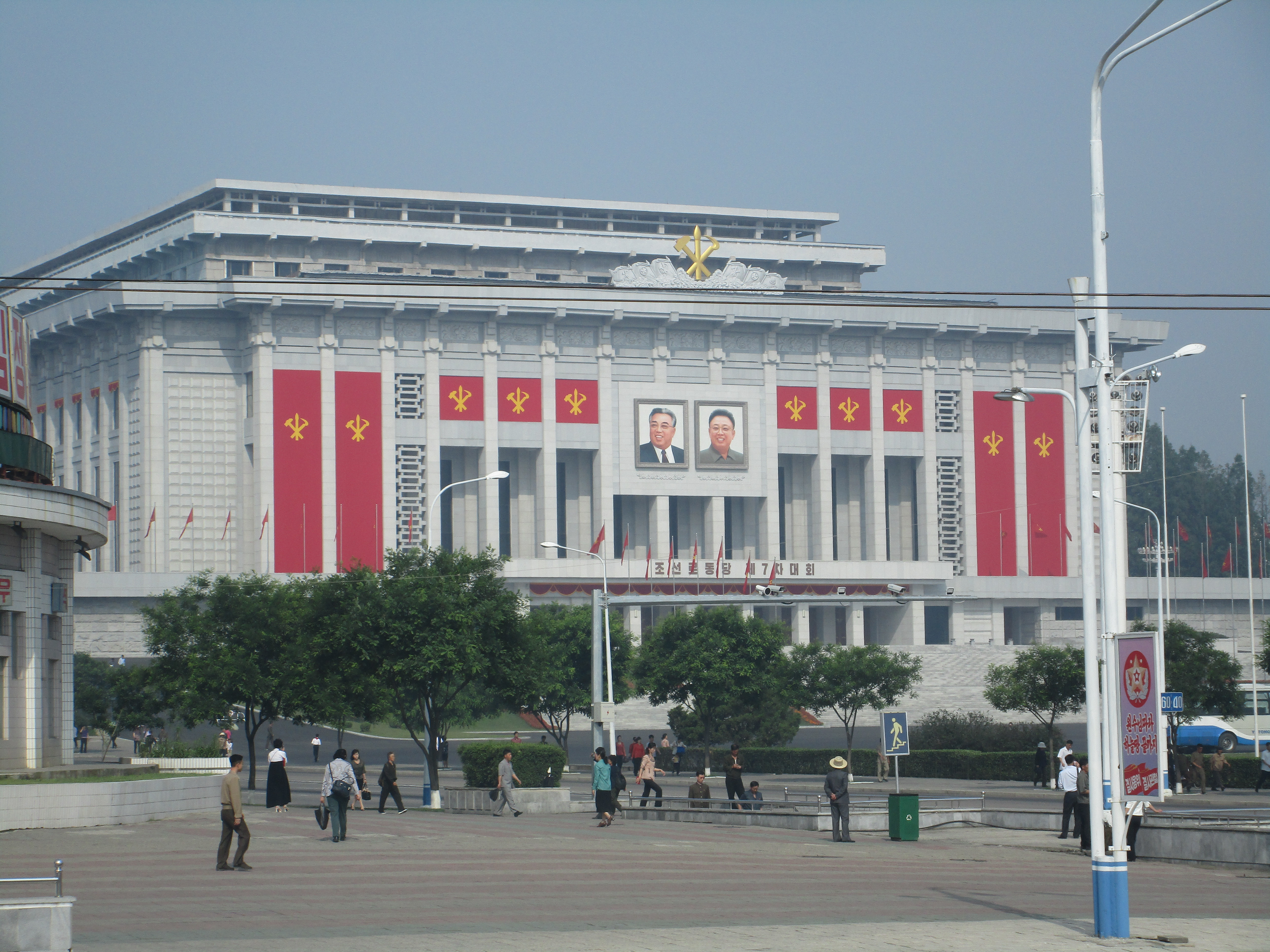
La Casa della Cultura del 25 aprile decorata per il congresso.

Il Congresso si è aperto il 6 maggio 2016 presso la Casa della Cultura del 25 aprile di Pyongyang, in presenza di 3467 delegati con diritto di voto Diversamente dall'ultimo Congresso, non c'erano le maggiori delegazioni estere, ma fu permesso a 128 giornalisti stranieri provenienti da 12 Paesi di seguire l'evento. I reporter sono stati lasciati fuori dalla sede, ed una registrazione dell'evento è stata trasmessa in televisione in tarda sera.
Il Congresso si è aperto con un discorso di Kim Jong-un in cui il Presidente nordcoreano elogiava il test nucleare del gennaio 2016 ed il lancio del satellite Kwangmyŏngsŏng-4. Dopo aver eletto il Presidium e la Segreteria, il Congresso ha approvato quest'agenda:
1. Revisione del lavoro del Sesto Comitato Centrale del Partito del Lavoro di Corea
2. Revisione del lavoro della Sesta Commissione Centrale d'Ispezione del Partito del Lavoro di Corea
3. Revisione della Costituzione del Partito del Lavoro di Corea
4. Elezione del Presidente del Partito del Lavoro di Corea
5. Elezione dei membri della segreteria centrale del Partito del Lavoro di Corea

Il Congresso è proseguito il 7 maggio col rapporto di Kim Jong-un sul lavoro del Sesto Comitato Centrale. Nel rapporto, Kim Jong-un ha ribadito l'importanza della politica nucleare del Paese, chiamandola "una potenza nucleare responsabile". Secondo Kim Jong-un, la Repubblica Popolare Democratica di Corea non utilizzerà le armi nucleari a meno che non venga violata la sua sovranità. Per quanto riguarda l'economia, egli ha annunciato il primo piano quinquennale dagli anni Ottanta. Altri delegati hanno espresso il loro supporto al rapporto di Kim Jong-un.
Il 9 maggio si è deciso all'unanimità di approvare il rapporto di Kim Jong-un. Anzi, il partito ha giurato di continuare ad ampliare l'arsenale nucleare. In seguito, è stato fatto un rapporto sul lavoro della Sesta Commissione Centrale d'Ispezione.
Il 9 maggio è stato permesso per poco tempo ai giornalisti stranieri di entrare nella sede per la prima volta, durante l'annuncio dell'elezione di Kim Jong-un come Presidente del Partito del Lavoro di Corea. Il Congresso si è concluso il 9 maggio, e c'è stata anche un'enorme parata a Pyongyang in suo onore.

### Ufficiali eletti dal Congresso
Il 9 maggio Kim Jong-un è stato riconfermato alla guida del partito. Il suo titolo è cambiato da Primo Segretario a Presidente del Partito del Lavoro di Corea, che ricorda la carica ricoperta da Kim Il-sung fino al 1966: Presidente del Comitato Centrale del Partito del Lavoro di Corea.
15 membri sono stati eletti nella Settima Commissione Centrale d'Ispezione del Partito del Lavoro di Corea: Choe Sung-ho, Pak Myong-sun, Kim Kyong-nam, Hwang Chol-sik, Kim Yong-chol, Ri Yong-ik, Kim Myong-hun, Kye Yong-sam, Jo Jong-ho, Kye Myong-chol, Jang Jong-ju, Pho Hui-song, Jong Pong-sok, Choe Kwon-su e Ho Kwang-uk. La Commissione si è riunita subito, ed ha eletto Presidente Choe Sung-ho e Vicepresidente Pak Myong-sun.

#### Settimo Comitato Centrale
129 membri permanenti e 106 candidati sono stati eletti nel Settimo Comitato Centrale del Partito del Lavoro di Corea, tra cui Kim Jong-un. Il Primo Plenum si è tenuto subito dopo il Congresso, il 10 maggio, ed ha eletto gli ufficiali.